# Valgerður Þóroddsdóttir
Valgerður Þóroddsdóttir är en isländsk poet, essäist, journalist och förläggare bosatt i Reykjavik.
I hemlandet Island har hon studerat litteraturvetenskap och filosofi, och 2014 nominerades hon till PEN International New Voices Award.
Valgerðurs första poesisamling, Það sem áður var skógur, utgavs i oktober 2015.